# Eccidio del Castello Estense (1943)
L'eccidio del Castello Estense è la fucilazione di undici oppositori del regime fascista avvenuta nel novembre del 1943 a Ferrara.
La vicenda è stata narrata da Giorgio Bassani nel racconto Una notte del '43 
che è alla base del film La lunga notte del '43.

## Antefatti
All'indomani dell'armistizio dell'8 settembre 1943, anche i fascisti ferraresi che aderirono alla costituenda Repubblica Sociale Italiana riorganizzarono il partito. Igino Ghisellini venne proposto da Alessandro Pavolini come Segretario federale del Partito Fascista Repubblicano (PFR) della città. Ghisellini assunse ufficialmente l'incarico il 21 settembre 1943. Poco più di due mesi dopo, lungo la strada tra Ferrara e Casumaro, attorno alle ore 21 del 13 novembre, mentre era alla guida di una Fiat 1100, venne ucciso con sei colpi di pistola. Il corpo fu abbandonato e ritrovato il mattino successivo, in un fosso.
Le circostanze della morte sono ancora motivo di controversia, e ne viene attribuita la responsabilità agli antifascisti oppure ad una faida interna negli ambienti fascisti.
La notizia della morte di Ghisellini venne riportata a Pavolini, in quel momento impegnato nel congresso del PFR di Verona. Lo stesso gerarca fiorentino comunicò il fatto alla platea con le seguenti parole: 
(Alessandro Pavolini il 14 novembre durante l'assise del Congresso del Partito Fascista Repubblicano)
Pavolini ordinò così ad Enrico Vezzalini, futuro capo della Provincia ferrarese, e al console della milizia Giovanni Battista Riggio di andare a Ferrara con due squadre d'azione di Verona e Padova e compiere una rappresaglia. La colonna fascista, alla quale si aggiunse poco dopo il gerarca bolognese Franz Pagliani, raggiunse Ferrara nel pomeriggio del 14, e la sera stessa furono arrestati 74 cittadini ferraresi, scelti tra gli antifascisti o ritenuti oppositori del regime. Nel frattempo una seconda colonna, composta da squadristi ferraresi e centesi, si portò a Castello d'Argile, con l'intento di bruciare il paese. Il piano fu sventato solo grazie all'intervento di un influente gerarca locale.

## Le vittime

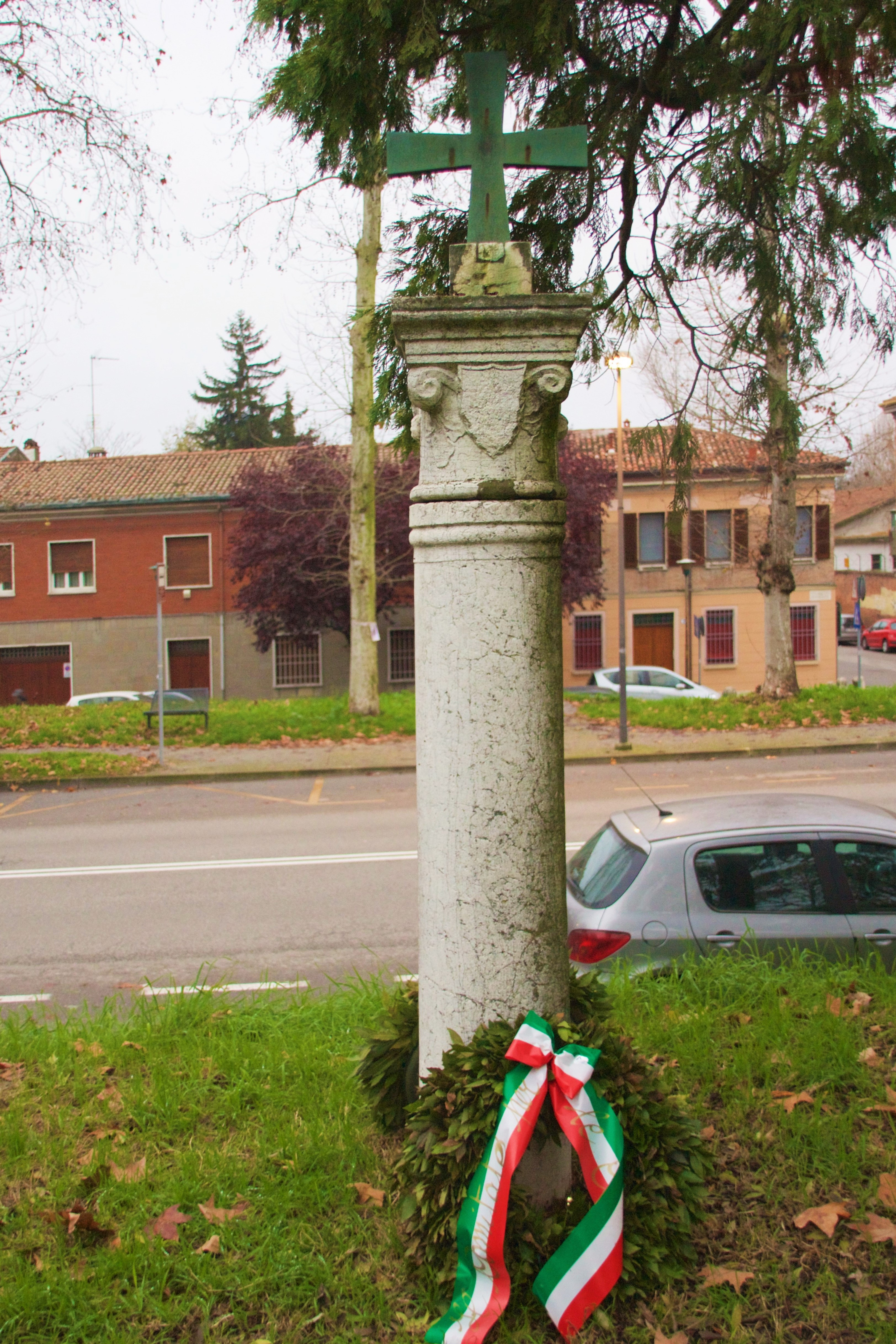
Colonna che ricorda il luogo dove, nel 1943, vennero fucilati Girolamo Savonuzzi e Arturo Torboli, sul baluardo di San Tommaso.

Tra i 74 arrestati ne vennero individuati 10, che poi furono fucilati all'alba del 15 novembre. 
Vicino al muretto del Castello Estense, in corso Martiri della Libertà, caddero: 
- Emilio Arlotti, deputato e senatore del Regno d'Italia, vicino al PNF ma che rifiutò l'adesione alla Repubblica Sociale Italiana.
- Pasquale Colagrande, magistrato, iscritto al Partito d'Azione.
- Mario Hanau, commerciante ebreo.
- Vittore Hanau, commerciante ebreo, padre di Mario.
- Giulio Piazzi, avvocato socialista, vicino a Giustizia e Libertà.
- Ugo Teglio, già espulso dal Liceo Ariosto nel 1938 perché ebreo, figlio del preside dello stesso istituto, Emilio Teglio, ugualmente cacciato dal suo incarico per lo stesso motivo, le Leggi razziali fasciste.
- Alberto Vita Finzi, rappresentante di commercio, ebreo (Archivio CDEC, Fondo antifascisti e partigiani in Italia 1922-1945, b. 19, fasc. 443.)
- Mario Zanatta, avvocato, iscritto al Partito d'Azione

Sulle mura di san Tommaso vennero uccisi: 
- Girolamo Savonuzzi, ingegnere capo del Comune di Ferrara, voluto malgrado le idee antifasciste dal podestà Renzo Ravenna, lavorò spesso con il fratello Carlo.
- Arturo Torboli, responsabile dell'Ufficio ragioneria del Comune.

Inoltre, in via Boldini venne ucciso: 
- Cinzio Belletti, giovane operaio probabilmente soppresso per essere egli un testimone casualmente passato dinanzi il Castello recandosi al lavoro.[7]

La rappresaglia venne poi raccontata da Giorgio Bassani nel suo Cinque storie ferraresi e poi cinematograficamente trasposta da Florestano Vancini nel film La lunga notte del '43.

## Quattro lapidi
L'episodio viene ricordato da quattro lapidi, due poste sul muretto del fossato del castello e due sulle colonne che reggono il cancello di accesso al fossato stesso, all'angolo tra piazza Savonarola e corso Martiri della Libertà.